# سفارة سلوفينيا في الهند
سفارة سلوفينيا في الهند هي أرفع تمثيل دبلوماسي لدولة سلوفينيا لدى الهند. تقع السفارة في وهي تهدف لتعزيز المصالح السلوفينية في الهند.

## وصلات خارجية
- قائمة سفارات سلوفينيا
- قائمة السفارات في الهند